# Newag Griffin
Newag Griffin – rodzina czteroosiowych lokomotyw elektrycznych produkowana przez Newag od 2012. Pojazdy są przeznaczone do prowadzenia pociągów pasażerskich oraz towarowych. Jako pierwsza powstała wersja E4MSU – elektryczna lokomotywa wielosystemowa, uniwersalna, o prędkości maksymalnej 160 km/h.

## Historia

### Geneza
We wrześniu 2010 ówczesne zakłady ZNLE Gliwice rozpoczęły prace nad projektem uniwersalnej platformy lokomotyw elektrycznych Elephant. W skład rodziny pierwotnie miały wejść dwie wersje pojazdów:
- E4ACU – uniwersalna o prędkości 140 km/h stosowana w pasażerskim ruchu regionalnym i towarowym
- E4ACP – pasażerska o prędkości 200 km/h[2].

Czteroosiowe pojazdy miały stać się uzupełnieniem oferty producenta, a ich wielosystemowość miała pozwolić na zastosowanie w ruchu transgranicznym oraz innych krajach europejskich.
W styczniu 2011 prace projektowe firmy EC Engineering zakładały budowę czterech wersji lokomotywy:
- E4DCU – uniwersalna, napięcie pracy 3 kV DC, prędkość 140 km/h
- E4DCP – pasażerska, napięcie pracy 3 kV DC, prędkość 200 km/h
- E4MSU – uniwersalna, napięcia pracy 3 kV DC, 15 kV AC i 25 kV AC, prędkość 140 km/h
- E4MSP – pasażerska, napięcia pracy 3 kV DC, 15 kV AC i 25 kV AC, prędkość 200 km/h[3].

Zakłady ZNLE jako pierwszą miały wyprodukować wersję E4MSU, która miała być gotowa do testów pod koniec III kwartału 2012.
W marcu 2011 prace nad wersją uniwersalną były zaawansowane i planowano jej premierę jesienią 2011 podczas targów Trako w Gdańsku. Do prezentacji ostatecznie nie doszło, gdyż wydłużyły się procedury projektowe i premierę zaplanowano na 2012.
W sierpniu 2011 zdecydowano się na zmianę nazwy platformy z Elephant na Griffin.

### Prototyp (E4MSU)

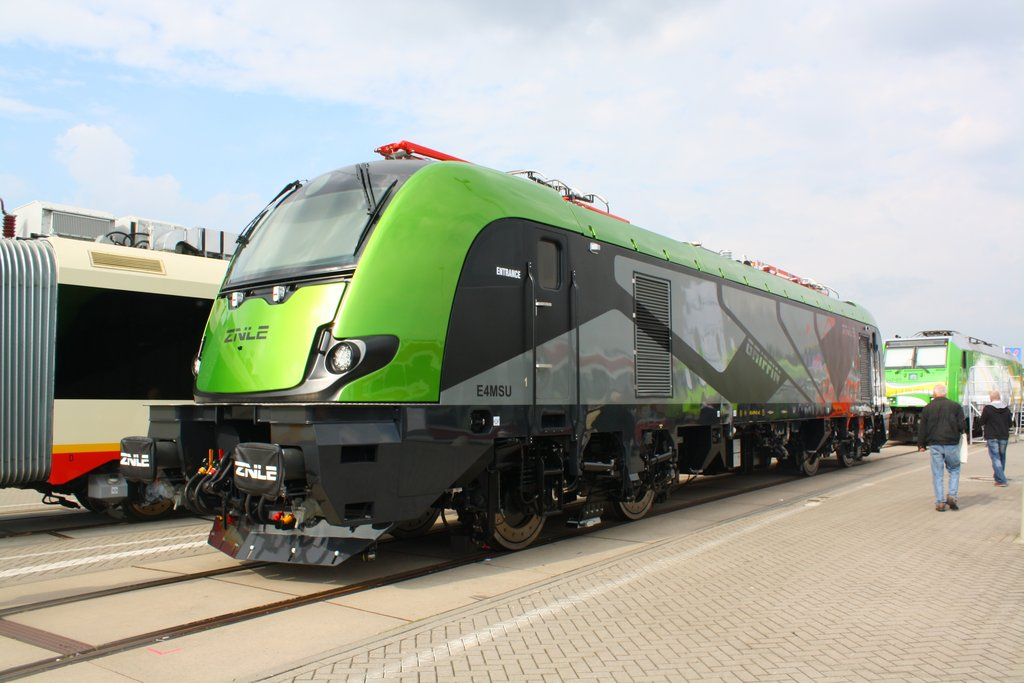
Griffin podczas targów InnoTrans 2012

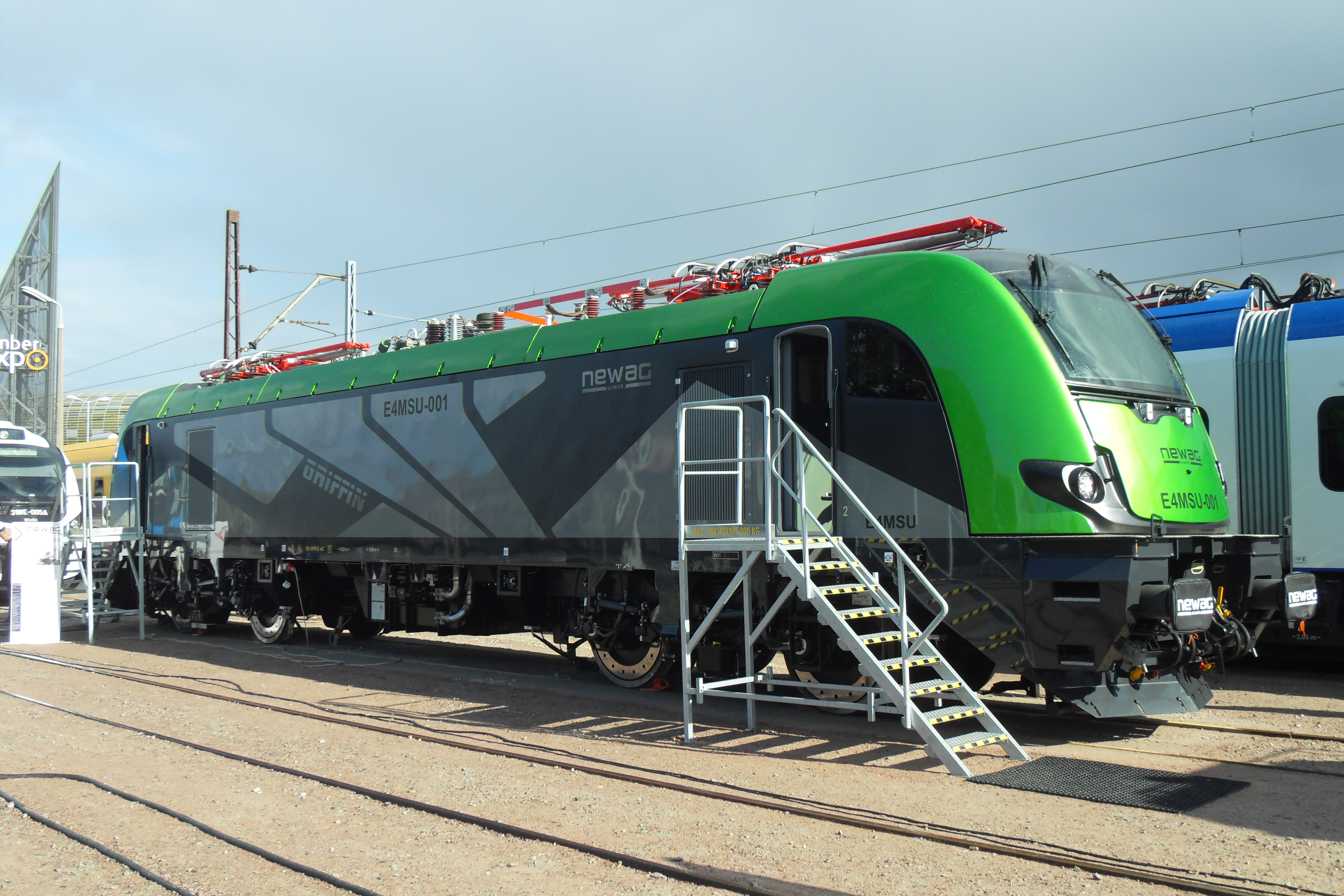
Griffin podczas targów Trako 2013

18 września 2012 podczas targów InnoTrans w Berlinie miała miejsce premiera lokomotywy typu E4MSU. Pod koniec kwietnia 2013 lokomotywę przetransportowano na tor doświadczalny Instytutu Kolejnictwa koło Żmigrodu, gdzie lokomotywa rozpoczęła testy. 16 maja 2013 lokomotywa z dwoma wagonami PKP Intercity przyjechała do Nowego Sącza, a w kolejnych dniach była testowana m.in. na odcinku Olsztyn – Nidzica, gdzie testuje się zachowanie pojazdów na łukach. Następnie Griffin wrócił na południe kraju, gdzie na początku czerwca 2013 przeszedł testy statyczne w krakowskim oddziale Instytutu Kolejnictwa, by następnie ponownie udać się do Żmigrodu. Podczas testów lokomotywa kursowała z maksymalną prędkością.
Od 18 lipca do 31 lipca 2013 trwały jazdy badawcze w PKP Cargo niezbędne do uzyskania świadectwa dopuszczenia do eksploatacji. Podczas jazd testowych lokomotywa ciągnęła skład towarowy o masie 3440 t. Od 5 do 14 sierpnia 2013 lokomotywa była testowana na torze próbnym w czeskim Velimiu. Podczas testów sprawdzono m.in. możliwość jazdy przy zasilaniu prądem przemiennym o napięciach 15 i 25 kV.
We wrześniu 2013 lokomotywa E4MSU-001 była prezentowana na targach Trako.
Po otrzymaniu świadectwa na eksploatację lokomotywy w Polsce producent planował zdobyć taki certyfikat również w Czechach i Niemczech, ale ostatecznie tak się nie stało.
W lutym 2013 gotowy był również projekt drugiej wersji – pasażerskiej o prędkości maksymalnej 200 km/h. Pierwszy egzemplarz E4MSP miał zostać wyprodukowany do końca 2013, ale ostatecznie tak się nie stało.
28 maja 2014 firma Newag podpisała ze spółką Đuro Đaković Specijalna Vozila umowę o współpracy obejmującą wspólną budowę lokomotywy elektrycznej Griffin typu E4ACU, transfer technologii oraz wymianę doświadczeń w zakresie produkcji lokomotyw elektrycznych. 
Na początku marca 2015 Instytut Kolejnictwa potwierdził zgodność lokomotywy z trzema Technicznymi Specyfikacjami Interoperacyjności.

### Egzemplarze seryjne
23 grudnia 2015 przewoźnik Lotos Kolej zawarł z Newagiem umowę na 7-letnią dzierżawę z utrzymaniem 5 lokomotyw E4DCU-DP. Pojazdy mają zostać dostarczone w 2017. Kontrakt może zostać przedłużony oraz rozszerzony o kolejne egzemplarze. Początkowo planowano, że lokomotywy zostaną wyprodukowane w zakładzie w Gliwicach, jednak w międzyczasie podjęto decyzję o przeniesieniu produkcji do Nowego Sącza, co spowodowało trzymiesięczne opóźnienie w realizacji zamówienia. W II połowie maja 2017 pierwszy Griffin dla Lotosu oznaczony jako E4DCUd-001 został skierowany na testy do Krakowa. 8 grudnia 2017 Newag uzyskał bezterminowe dopuszczenie do ruchu dla lokomotyw E4DCUd-002, a 19 grudnia dla pozostałych 4 lokomotyw. Ze względu na brak zamontowanego systemu ETCS i co za tym idzie brak zgodności z Technicznymi Specyfikacjami Interoperacyjności lokomotywy E4DCUd otrzymały dopuszczenie z ograniczeniami eksploatacyjnymi. 31 stycznia 2018 Newag w raporcie giełdowym poinformował o rozwiązaniu umowy z Lotosem, ze względu na nieprzystąpienie do odbiorów lokomotyw przez Lotos. Tego samego dnia Newag podpisał ze spółką Orlen KolTrans umowę na 2-letnią dzierżawę 3 lokomotyw. W drugiej połowie lutego 2 pozostałe griffiny zostały wydzierżawione spółce PKP Intercity, która to dzierżawa trwała do grudnia.
We wrześniu 2017 podczas Trako zaprezentowano elektrowóz E4DCUd-002.
29 maja 2018 PKP Intercity podpisało z Newagiem umowę na dostawę 20 lokomotyw z opcją na 10 kolejnych, z której skorzystano 24 września 2019. Na początku września 2019 gotowe były dwie lokomotywy: 001, która była poddawana testom statycznym w Krakowie i 002, która była poddawana testom dynamicznym na torze doświadczalnym Instytutu Kolejnictwa koło Żmigrodu. W grudniu tego samego roku gotowych było 5 griffinów i były one testowane pod kątem ETCS na linii kolejowej pomiędzy Legnicą a Bolesławcem. Jedna z lokomotyw z tego zamówienia została zaprezentowana we wrześniu 2019 podczas targów Trako, a 21 lutego 2020 osiem gotowych lokomotyw zaprezentowano w Nowym Sączu. 25 lutego lokomotywa E4DCU otrzymała dopuszczenie Urzędu Transportu Kolejowego.
28 lutego 2019 spółka Lotos Kolej zawarła z Newagiem umowę na dostawę 2 griffinów oraz 3 szescioosiowych dragonów. Zawarcie umowy wyczerpało wszelkie wzajemne roszczenia stron związane z niezrealizowaną umową z grudnia 2015. 29 stycznia 2020 Lotos zamówił jeszcze jednego griffina.

### Wersja wielosystemowa
22 października 2021 podpisano z PKP Intercity pierwszą umowę na dostawę lokomotywy wielosystemowych dostosowanych do prędkości 200 km/h z dopuszczeniem do eksploatacji na terenie Czech, Słowacji, Niemiec, Austrii oraz Węgier. Umowa miała pierwotnie objąć 10 sztuk, ale została rozszerzona do 15. W marcu 2023 producent poinformował, że pierwszy egzemplarz jest już w budowie.
Na początku września ukończone były dwie lokomotywy. Elektrowóz E4MSUa-001 został zaprezentowany we wrześniu 2023 roku podczas targów Trako w Gdańsku. W nocy z 19 na 20 października 2023 lokomotywa osiągnęła prędkość 240 km/h podczas jazd testowych na Centralnej Magistrali Kolejowej. W lutym 2024 elektrowóz E4MSUa-002 testowany był na torze VUZ Velim w Czechach. Natomiast w kwietniu 2024 lokomotywy E4MSUa-004 i 005 poddawane były testom walidacyjnym obejmujące jazdy wielokrotną komunikację lokomotywy z wagonami.
W połowie września 2024, po zatwierdzeniu homologacji dla lokomotyw przez UTK, pierwsze 8 lokomotyw zostały oficjalnie przekazanych do PKP Intercity. Pod koniec września dodatkowo jedna z lokomotyw wielosystemowych została zaprezentowana na targach InnoTrans w Berlinie.

## Konstrukcja

### Dostępne wersje
W 2023 roku Griffin oferowany był w następujących wersjach:
| Wersja | Sposób zasilania          | Moc ciągła | Prędkość maksymalna | Siła pociągowa przy rozruchu | Masa służbowa | Maksymalny nacisk na oś |
| ------ | ------------------------- | ---------- | ------------------- | ---------------------------- | ------------- | ----------------------- |
| E4DCU  | 3 kV DC                   | 5,6 MW     | 160 km/h            | 310 kN                       | 79 t          | 196 kN                  |
| E4DCP  | 3 kV DC                   | 5,6 MW     | 200 km/h            | 310 kN                       | 79 t          | 196 kN                  |
| E4ACU  | 15 kV AC 25 kV AC         | 5,6 MW     | 160 km/h            | 310 kN                       | 84 t          | 208 kN                  |
| E4ACP  | 15 kV AC 25 kV AC         | 5,6 MW     | 200 km/h            | 310 kN                       | 84 t          | 208 kN                  |
| E4MSU  | 3 kV DC 15 kV AC 25 kV AC | 5,6 MW     | 160 km/h            | 310 kN                       | 88 t          | 220 kN                  |
| E4MSP  | 3 kV DC 15 kV AC 25 kV AC | 5,6 MW     | 200 km/h            | 310 kN                       | 88 t          | 220 kN                  |
| D4MSU  | diesel                    | 2,3 MW     | 160 km/h            | 248 kN                       | 79 t          | 196 kN                  |

### Charakterystyka rodziny
Lokomotywy z rodziny Griffin są przystosowane do prowadzenia pociągów towarowych o masie do 3200 t oraz pociągów pasażerskich do 800 t.

#### Nadwozie

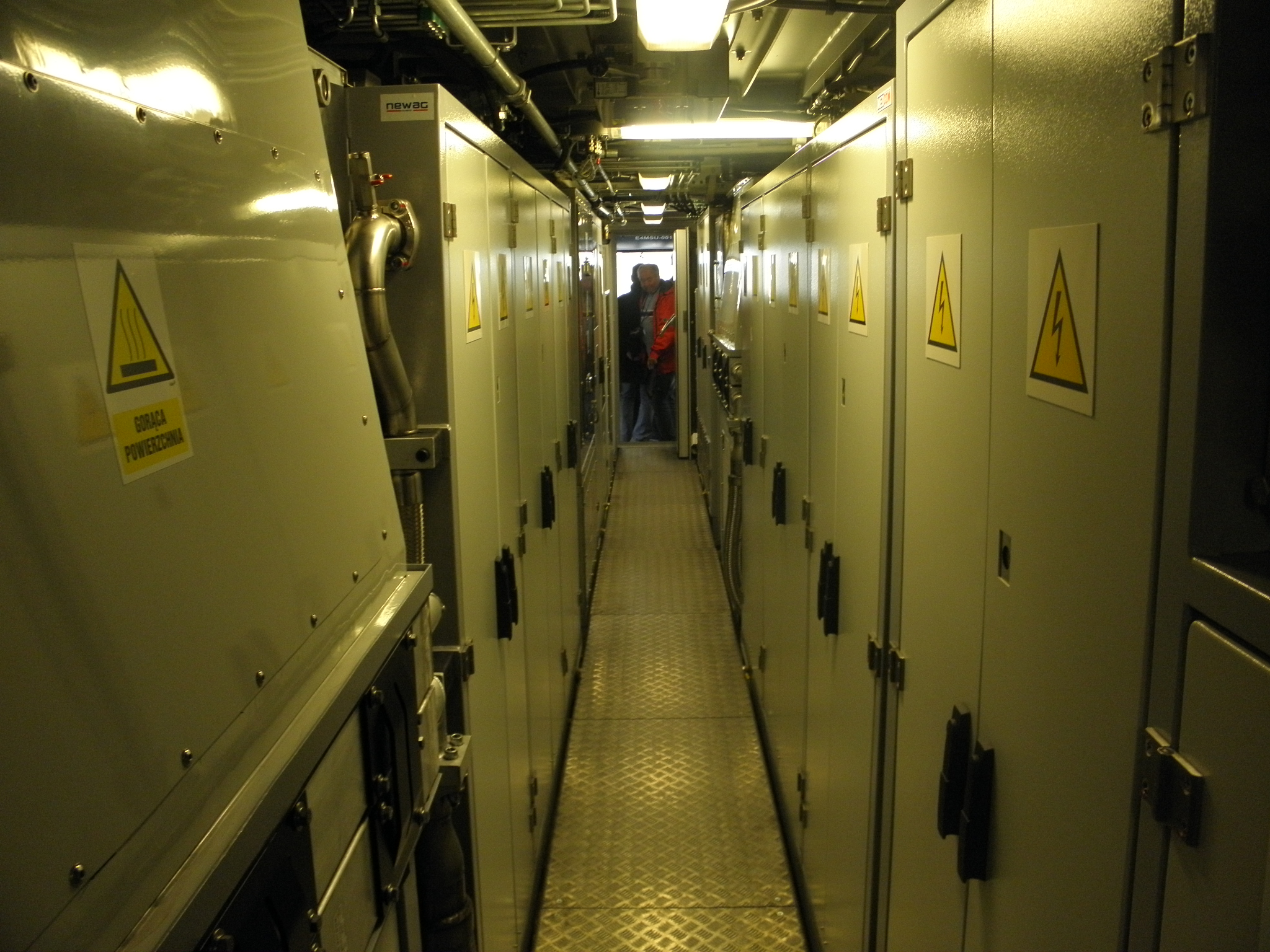
Przedział maszynowy

Pudła są modułowymi konstrukcjami samonośnymi spawanymi. Posiadają strefy kontrolowanego zgniotu, klatki bezpieczeństwa kabin maszynisty i system antyclimbing. Wyposażone są w dwie kamery przekazujące maszyniście obraz haków cięgłowych i sprzęgów śrubowych oraz nowoczesny system detekcji i gaszenia pożaru, a trzy sekcje dachu umożliwiają łatwy dostęp do przedziału maszynowego. Lokomotywy wyposażono w oświetlenie zewnętrzne LED.

#### Kabina maszynisty

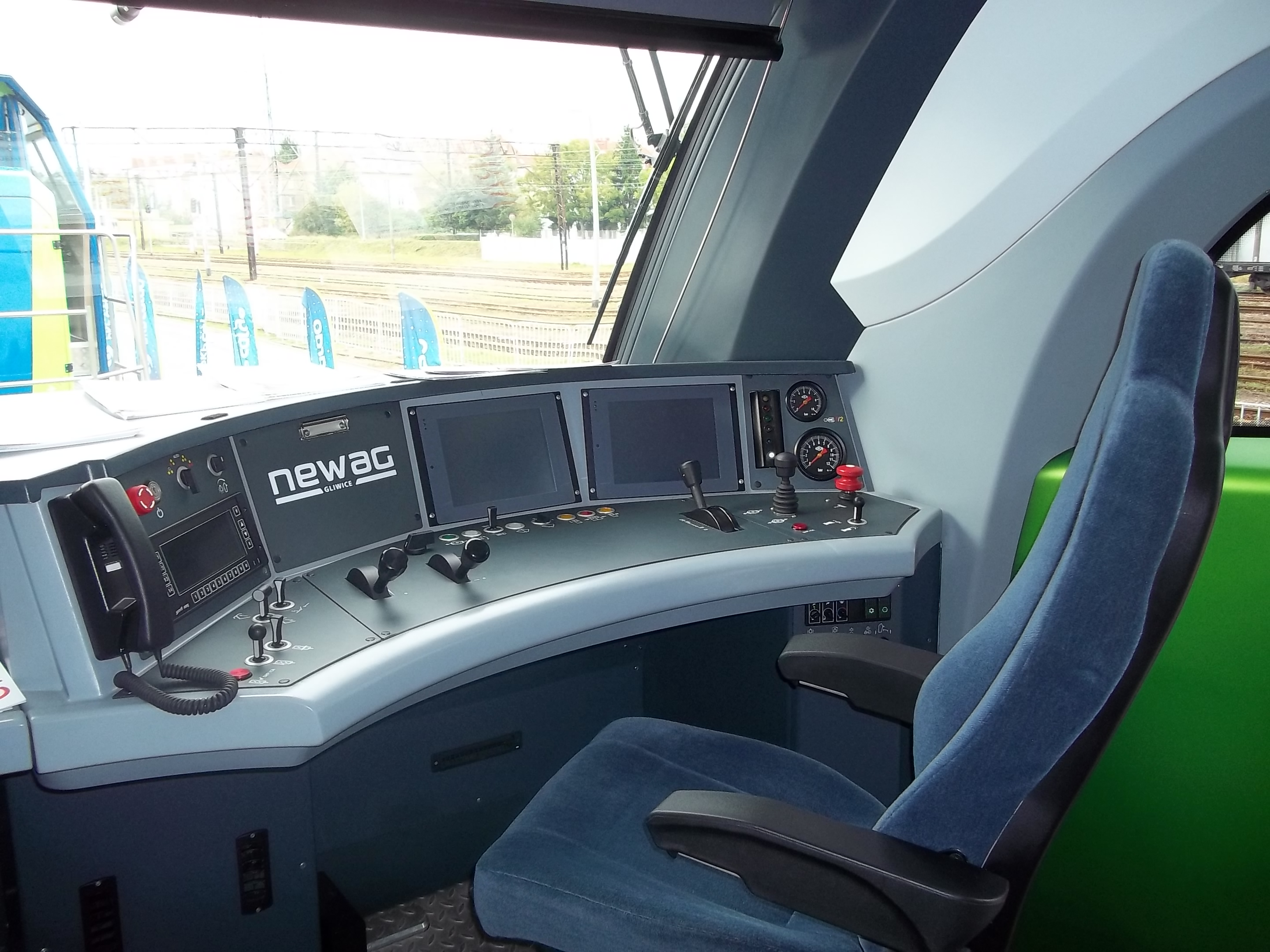
Kabina maszynisty

Kabiny maszynisty są dwuosobowe. W każdej z nich znajdują się dwa niezależne panele do wyświetlania parametrów jazdy i diagnostyki oraz rejestrator zdarzeń realizujący funkcję prędkościomierza. Wyposażone są w dwumodułowy układ klimatyzacji, a funkcję lusterek wstecznych pełnią cztery kamery.
Kabina jest zgodna z normami EN 1527.

#### Wózki

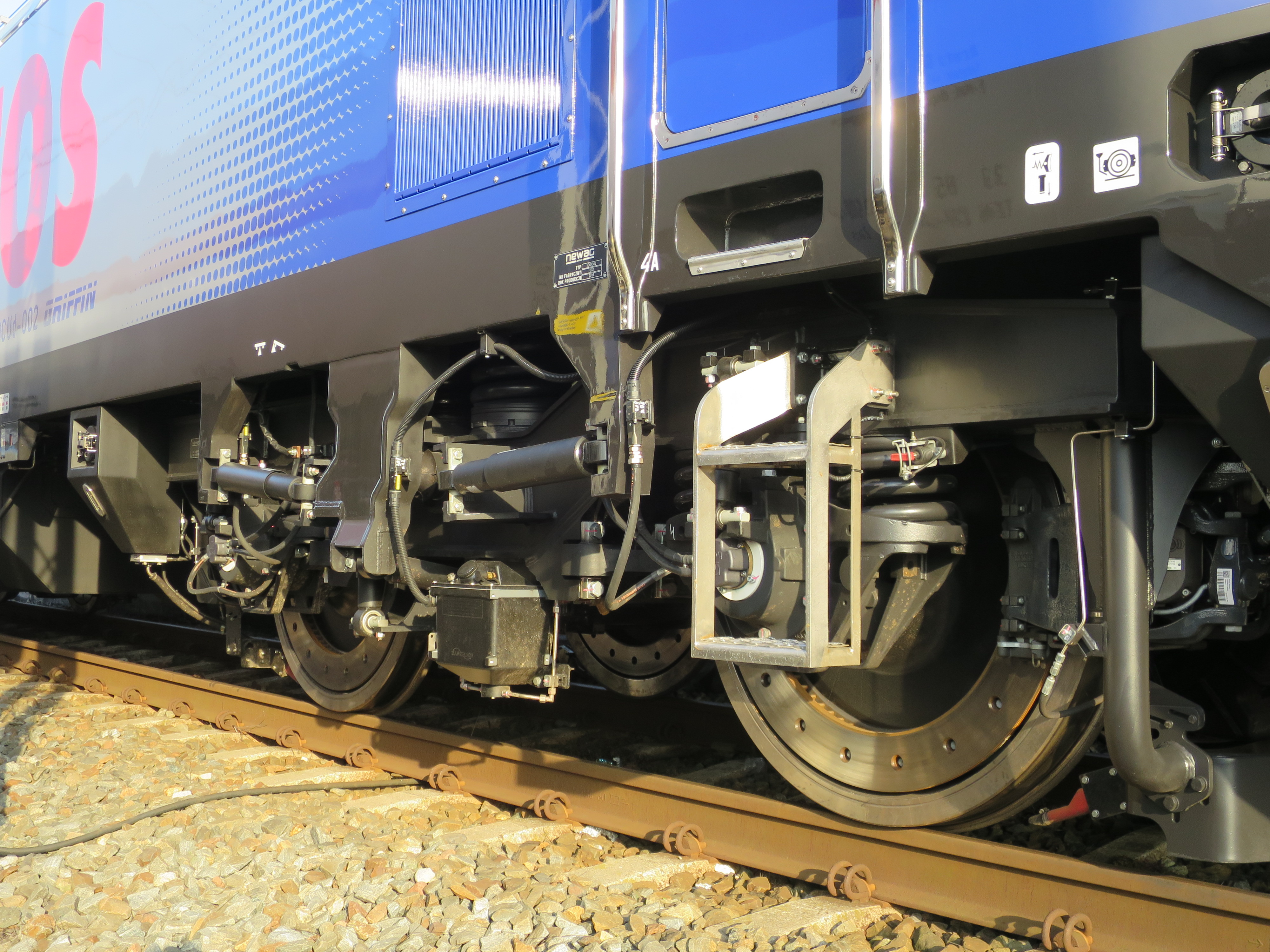
Wózki

Griffiny są osadzone na dwóch dwuosiowych wózkach z napędem indywidualnym na każdą oś. Ramy wózków są konstrukcji spawanej, skrzynkowej, zamkniętej. Koła monoblokowe mają średnicę 1250 mm. Przeniesienie siły pociągowej następuje poprzez zamocowany do ramy wózka czop i cięgło pociągowe sprzęgające wózek z pudłem. Zastosowano układ smarowania obrzeży kół ze smarem biodegradowalnym, tarcze hamulcowe mocowane po obu stronach koła, przekładnie o zębach skośnych, łożyska stożkowe oraz czujniki prędkości i temperatury. Usprężynowanie I stopnia stanowią dwa zespoły sprężyn zwojowych osadzonych bezpośrednio po obu stronach maźnicy zestawu kołowego, natomiast II stopień to zespół wielkogabarytowych sprężyn spiralnych.

### E4MSU
W wersji E4MSU silniki elektryczne zasilane są przez przekształtniki zbudowane za pomocą technologii IGBT. Lokomotywa posiada system diagnostyki pokładowej z pełną informacją wizualną i modułem rejestracji danych oraz system kamer. Jest dostosowana do zabudowy urządzeń ERTMS i GSM-R. Lokomotywa ciągnęła składy o masie 3270 t na liniach o profilu 12 promili.

### E4DCUd
Wersja E4DCUd poza standardowymi silnikami elektrycznymi jest wyposażona w pomocniczy silnik spalinowy o mocy 380kW.

## Eksploatacja

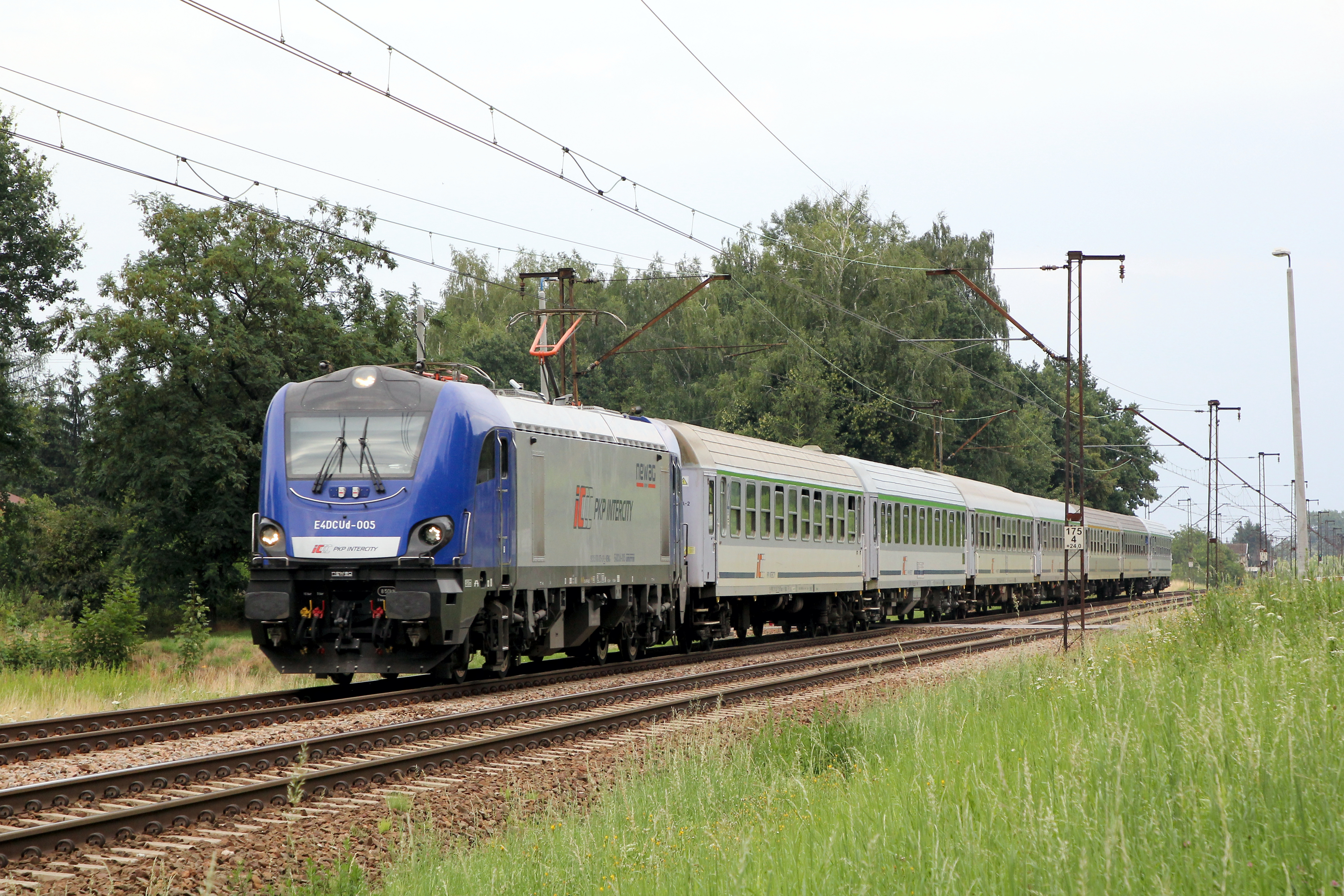
E4DCUd-005 w PKP IC

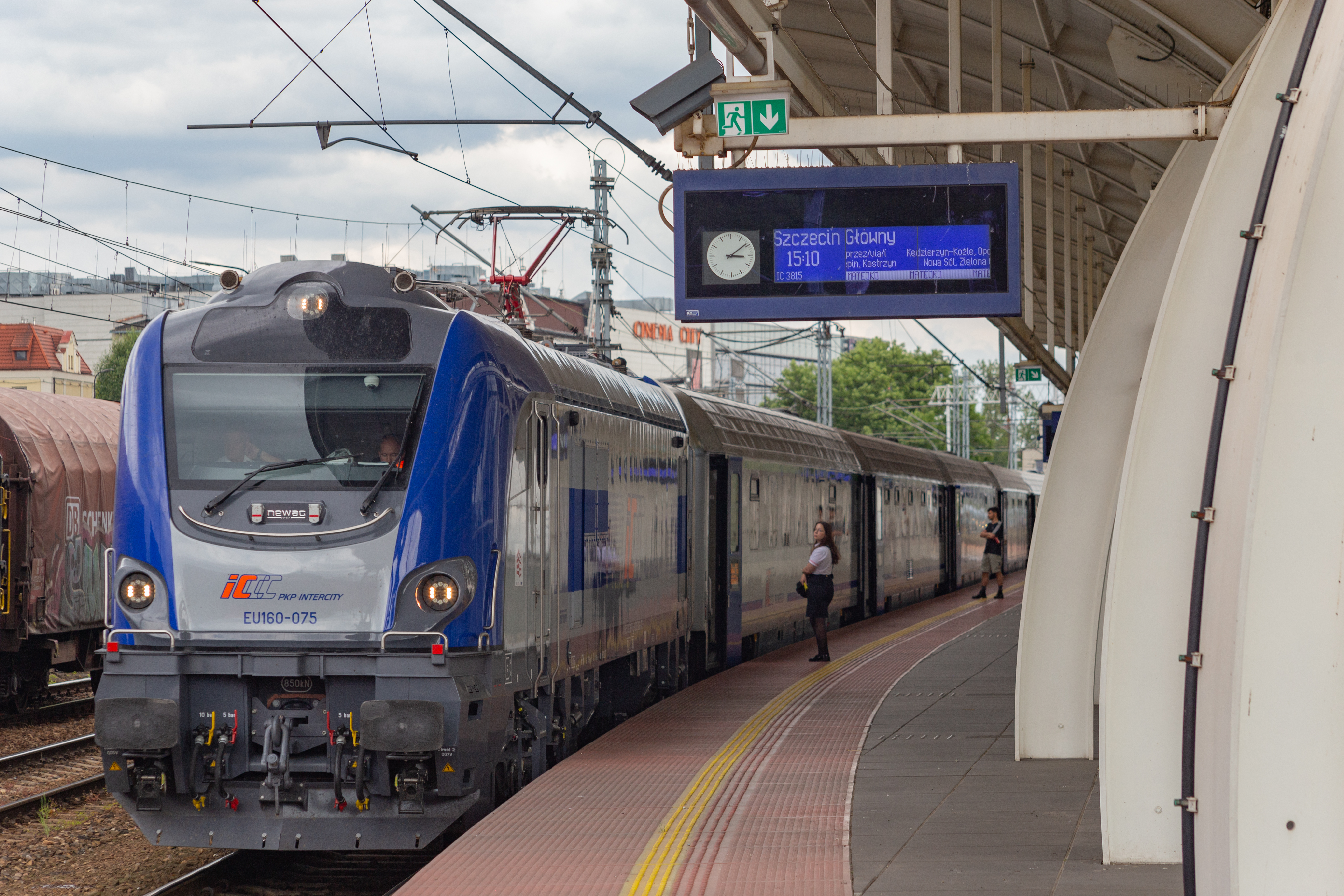
EU160-075 na stacji kolejowej w Gliwicach

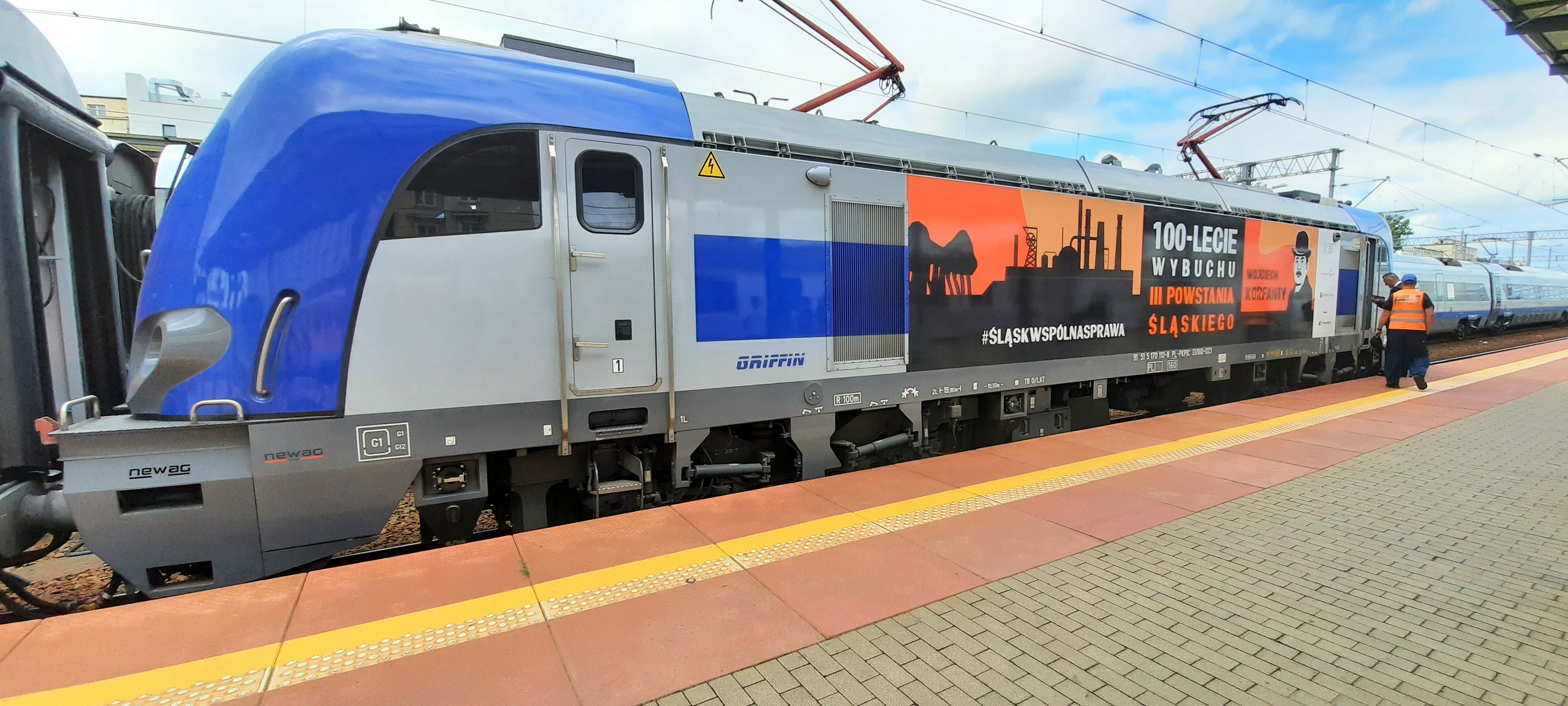
W okolicznościowej okleinie (nr 023 PKP Intercity)

| Państwo        | Właściciel     | Przewoźnik     | Seria          | Liczba   |               |
| -------------- | -------------- | -------------- | -------------- | -------- | ------------- |
| Polska         | Newag          |                | E4MSU          | 1        | [ 56 ]        |
| Polska         | Newag          | Lotos Kolej    | E4DCUd         | 2        | [ 30 ] [ 39 ] |
| Polska         | Cargounit      | Orlen KolTrans | E4DCUd         | 3        | [ 30 ] [ 57 ] |
| Polska         | Lotos Kolej    | Lotos Kolej    | E4DCU          | 1        | [ 40 ] [ 58 ] |
| Polska         | PKP Intercity  | PKP Intercity  | EU160          | 76 z 96  | [ 59 ]        |
| Polska         | PKP Intercity  | PKP Intercity  | EU200          | 15 z 78  | [ 60 ]        |
| Łączna liczba: | Łączna liczba: | Łączna liczba: | Łączna liczba: | 98 z 181 |               |

### Prototyp
Egzemplarz prototypowy E4MSU-001, po wyprodukowaniu i zaprezentowaniu po raz pierwszy w 2012, był eksploatowany przez różnych przewoźników działających w Polsce. Na początku 2017 lokomotywę dzierżawił Orlen KolTrans, zaś na początku marca pojazd pomalowany w barwy producenta został przekazany do Euronaftu Trzebinia.

### Orlen KolTrans
31 stycznia 2018 Orlen KolTrans podpisał umowę dzierżawy 3 lokomotyw E4DCUd na okres 2 lat. Dzień później lokomotywy zostały odebrane. W połowie 2021 roku lokomotywy dzierżawione przez Orlen zostały wykupione od Newagu przez Cargounit, ale pozostały w użytkowaniu Orlenu.

### PKP Intercity

#### EU160
W drugiej połowie lutego 2018 PKP Intercity podpisało umowę dzierżawy 2 lokomotyw E4DCUd, 5 marca lokomotywy zostały przekazane przewoźnikowi. 8 marca pierwsza, a 11 marca druga lokomotywa rozpoczęła obsługę regularnych kursów z pasażerami. Lokomotywy kursowały w PKP IC do grudnia. 
29 maja 2018 PKP Intercity podpisało umowę na dostawę 20 lokomotyw z opcją na 10 dodatkowych. 24 września 2019 podpisano umowę rozszerzającą zamówienie o 10 dodatkowych lokomotyw. 2 marca 2020 osiem pierwszych lokomotyw zostało przetransportowanych do bazy przewoźnika w Warszawie i 15 marca rozpoczęły one obsługę planowych pociągów. Pod koniec czerwca zakończono dostawy podstawowej części zamówienia, a pod koniec listopada z części dodatkowej. W 2022 lokomotywę EU160-013 wykorzystano do upamiętnienia 200. rocznicy śmierci Józefa Wybickiego, a w 2023 EU160-025 do kampanii „Bezpieczeństwo – ważna sprawa, na kolei to podstawa” organizowanej przez Urząd Transportu Kolejowego oraz EU160-015 do promocji filmowej adaptacji książki O psie, który jeździł koleją.
2 marca 2023 podpisana została umowa na dostawę 20 lokomotyw o prędkości maksymalnej wynoszącej 160 km/h.  Dostawy lokomotyw z tego zamówienia trwały od grudnia 2023 do września 2024. 20 grudnia 2023 podpisana została kolejna umowa na lokomotywy o prędkości maksymalnej wynoszącej 160 km/h, tym razem na 46 sztuk. Dostawy z tego zamówienia rozpoczęto w październiku 2024.
24 sierpnia 2024 na stacji Leszno doszło do pożaru przedziału silnika lokomotywy EU160-045.

#### EU200

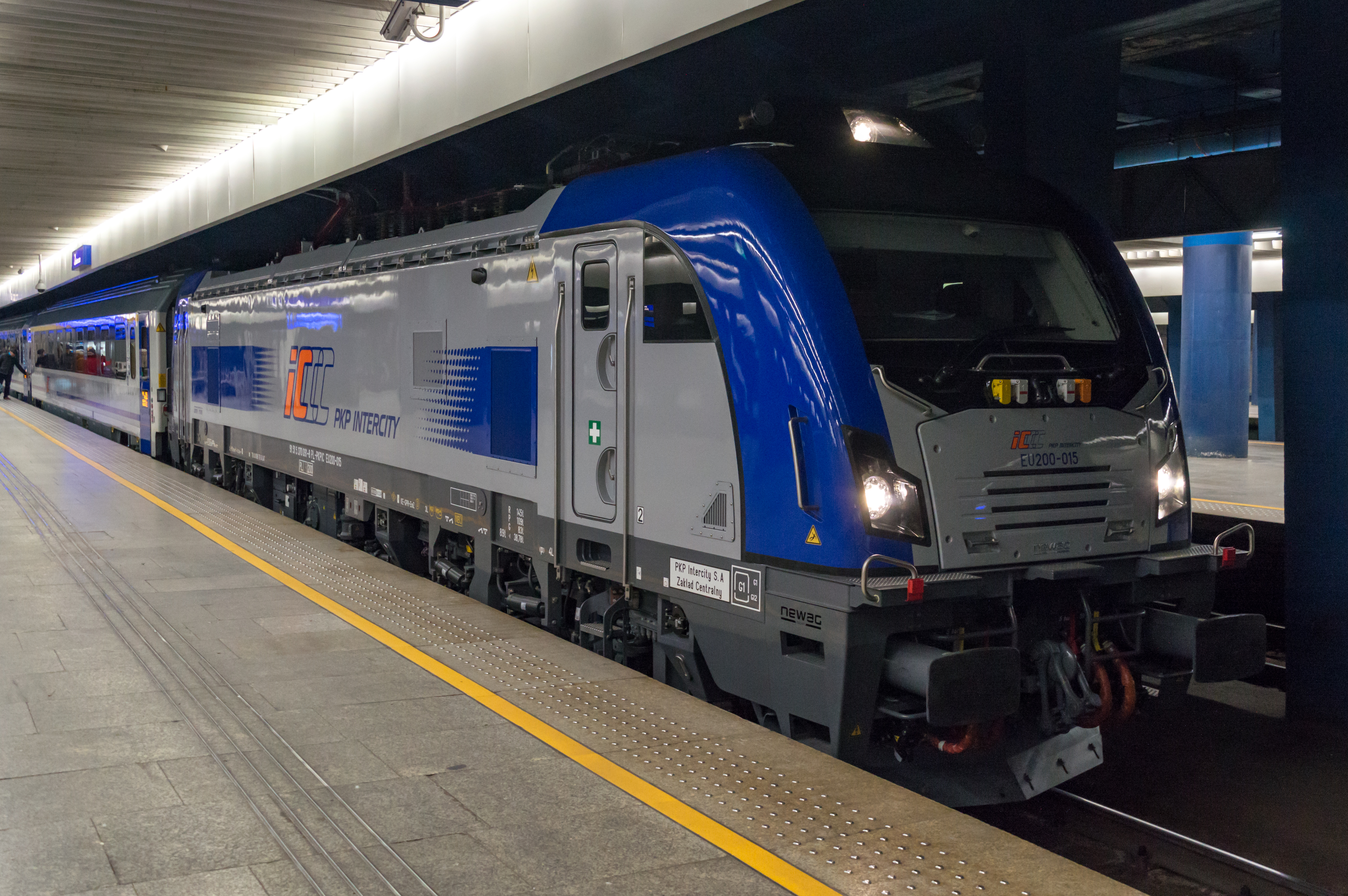
EU200-015

22 października 2021 roku PKP Intercity podpisało umowę na dostawę 10 lokomotyw wielosystemowych z opcją na 5 dodatkowych, z której skorzystano w czerwcu 2023. 10 stycznia 2024 podpisana została natomiast umowa na 63 lokomotywy wielosystemowe o prędkości maksymalnej wynoszącej 200 km/h z opcją na 32 dodatkowe.
23 września 2024 roku lokomotywa EU200-006 obsłużyła pierwszy pociąg pasażerski przewoźnika IC 1510/1 „Słowiniec” relacji Warszawa Zachodnia – Gdynia Główna i tym samym nastąpił debiut serii w służbie liniowej. Do 26 września 2024 roku przewoźnik otrzymał dziewięć lokomotyw serii EU200, których odbiory ukończono 23 października.
Ze względu na opóźnienia w procesie dopuszczeń międzynarodowych, przewoźnik zdecydował się w 2025 roku na wynajem elektrowozów o zbliżonych parametrach, ale posiadających potrzebne dopuszczenia.

### Lotos Kolej / Orlen Kolej[a]
Na przełomie lutego i marca 2019 2 lokomotywy E4DCUd (004 i 005) trafiły do spółki Lotos Kolej. 5 marca E4DCUd-005 odbyła swój pierwszy kurs.

## Nagrody i wyróżnienia
- 2016 – nagroda w zorganizowanym przez Instytut Wzornictwa Przemysłowego konkursie Dobry Wzór 2016 w kategorii Transport i komunikacja oraz nagroda Wzór Roku 2016 przyznana przez ministra rozwoju i finansów[84].